# Hearts of Iron III
Hearts of Iron III, est un jeu vidéo de grande stratégie développé par Paradox Development Studio, qui a pour thème la Seconde Guerre mondiale. Il fait suite en 2009 à Hearts of Iron et Hearts of Iron II et est suivi de Hearts of Iron IV.

## Système de jeu
Le jeu propose d'incarner un pays au choix sur la période 1936-1947, et d'en prendre les décisions politiques, technologiques, militaires, de production et d'espionnage. Chaque pays est orienté par rapport à trois factions : les Alliés (France-Angleterre), l'Axe (Allemagne) et le Komintern (Union soviétique). Les ressources primaires sont l'énergie, le métal, les matériaux rares (caoutchouc, aluminium, etc.), et le pétrole. L'aspect militaire fait appel aux divisions, des brigades aux théâtres.
Le moteur est le Clausewitz Engine, introduit par Europa Universalis 3, et la carte est désormais en 3D. Par rapport à son prédécesseur, le jeu apporte un nouveau système politique approfondi (avec l'apparition de partis politiques), un système de simulation de gouvernement en exil, une carte subdivisée en plus de 15 000 provinces (alors que Hearts of Iron II en comptait 2 600), ainsi qu'un système législatif.

## Scénarios
Il existe sept scénarios de départ dits « historiques » :
- The Road to War démarre le 1er janvier 1936 et permet de construire une véritable stratégie pour la guerre mondiale à venir.
- The Gathering Storm démarre le 1er septembre 1938, soit un an jour pour jour avant le début de la Seconde Guerre mondiale.
- Blitzkrieg démarre le 1er septembre 1939, avec l'invasion de la Pologne par l'Allemagne et le début de la Seconde Guerre mondiale.
- Barbarossa démarre le 22 juin 1941, date du début de l'invasion de l'URSS par l'Allemagne nazie (Opération Barbarossa).
- Day of Infamy démarre le 7 décembre 1941, date de la bataille de Pearl Harbor (le nom du scénario se réfère au discours prononcé par Franklin Delano Roosevelt à la suite de l'attaque japonaise).
- The Tide has Turned démarre le 1er février 1943, après la bataille de Stalingrad, première défaite Allemande en Europe.
- Götterdämmerung démarre le 20 juin 1944, quelques jours après le débarquement allié du 6 juin 1944.

Tous les scénarios ont pour date de fin mai 1949.

## Extensions
- Hearts of Iron III: Semper Fi, sortie le 6 juin 2010. Cette extension améliore les fonctionnalités de commandement des unités et les interactions avec l'IA allié. Celle-ci voit son autonomie de décision dans les batailles améliorée. Divers événements historiques ont été ajoutés comme un scénario débutant en 1940.
- Hearts of Iron III: For the Motherland, sortie le 28 juin 2011. Cette extension permet le retour de scénarios de combats (mini-campagnes). Il est à noter également l'ajout d'objectif de guerre, d'un système de partisan et de la possibilité de faire des coups d'État.
- Hearts of Iron III: Their Finest Hour, sortie le 26 septembre 2012. Cette extension ajoute des unités d'élites pour plusieurs nations (Ghurkhas, Rangers...). Le système d'invasion naval est repensé et un système de prêt-bail est ajouté. Deux nouveaux scénarios font leur apparition à savoir la Guerre civile espagnole et la Guerre d'Hiver.

Comme tous les jeux Paradox, diverses extensions mineures, appelés packs, proposent des ajouts cosmétiques ou d'ambiance tel que des véhicules spécifiques par nations ou des musiques.

## Accueil
| Hearts of Iron III |      |       |
| Média              | Pays | Notes |
| GameSpot           | US   | 85 %  |
| Jeuxvideo.com      | FR   | 14/20 |